# Seongnaechungin-dong
Seongnaechungin-dong (koreanska: 성내·충인동) är en stadsdel i staden Chungju i provinsen Norra Chungcheong i den centrala delen av i Sydkorea, 110 km sydost om huvudstaden Seoul.